# 配達されない三通の手紙
『配達されない三通の手紙』（はいたつされないさんつうのてがみ）は、1979年の日本映画。監督：野村芳太郎、脚本：新藤兼人、製作：松竹。
『災厄の町』(Calamity Town) を映画化し、舞台を山口県萩市に移し替え、地方の上流家庭の美人三姉妹の葛藤から恐ろしい殺人事件が起こるという設定に変更した。

## あらすじ
唐沢家は萩の名士で、長門銀行を経営する光政と妻・すみ江には長女・麗子、次女・紀子、三女・恵子と三姉妹が居た。そんな唐沢家にカリフォルニア州に住む光政の姉の孫であるロバート・ボブ・フジクラが訪ねてくる。東洋史をシカゴの大学で勉強していたボブは、祖母の母国である日本をもっと知りたいと、大伯父である光政を頼って来日したのだ。
紀子は長門銀行の行員・藤村敏行と結婚することになっていたが、3年前に敏行が突然失踪して以来、部屋に引きこもって魂の抜けたような生活を送っていた。その敏行は麗子の経営するスナックに来店。萩に戻ってきたことを知った紀子は大喜びし、久々に笑顔が戻った。光政は敏行の不義理を詰るが、紀子はそれでも結婚をしたいと言ったので、二人は3年遅れの結婚をし、ヨーロッパへハネムーンに旅立つ。
帰国後、二人は唐沢家の離れで暮らすことになるが、そこに敏行の妹・藤村智子が押しかけてきた。敏行は智子を即座に追い返そうとするが、智子は唐沢家の皆に刺々しい言動をしながらも、長居を決め込んでしまう。その数日後、紀子は敏行の本の間に挟まれた三通の封筒に入った手紙を読み、驚愕の表情を表す。恵子とボブはただならぬ態度をした紀子を心配し、家族が外出している間に手紙を探し、内容を知る。三通の手紙は敏行から智子に宛てられたものだが、8月11日付に一通目は敏行の妻が病気になる知らせ、8月20日付の二通目は妻の重篤、三通目の9月1日付は妻の死を伝えていた。ところが日付が全て未来であることが奇妙だと、ボブは恵子に伝える。やがてその手紙に書かれた日付通りに、紀子がヒ素を盛られて嘔吐し、重篤となる。紀子は一命をとりとめ回復する。しかし9月1日、敏行の誕生パーティーの最中に、智子がヒ素入りの酒を飲み、死亡した。
警察は酒を用意した敏行を連行し、取り調べを始めるが、敏行は沈黙し続ける。恵子とボブは敏行の3年間の空白時に滞在していた北海道の釧路市へ向かった。そして敏行と智子の本当の関係を知る。ボブはパーティーの参加者の動きを思い出しながら、犯人を推理していく。

## キャスト
※EDクレジットタイトル順。主要登場人物はクレジットに役名が表記されている。

### 主要登場人物
- 唐沢紀子 - 栗原小巻
- 藤村敏行 - 片岡孝夫
- 唐沢恵子 - 神崎愛
- ロバート・ボブ・フジクラ - 蟇目良
- 藤村智子 - 松坂慶子
- 唐沢麗子 - 小川眞由美
- 大川美穂子 - 竹下景子
- 峰岸検事 - 渡瀬恒彦
- 唐沢すみ江 - 乙羽信子
- 唐沢光政 - 佐分利信

### 周辺人物
- 牛山医学博士 - 小沢栄太郎
- 善吉 - 米倉斉加年
- 智子の母・タミ - 北林谷栄
- 柏原署長 - 滝田裕介
- 吉川警部 - 蟹江敬三
- 橋山判事 - 稲葉義男
- 橋山夫人 - 中村美代子
- 招待客 - 武内亨
- 敏行が借りていた部屋の家主 - 久保まづるか
- 智子が働いていたビアガーデンのマネージャー - 石山雄大
- 試験所の職員 - 舛田紀子
- 志賀真津子
- 住吉由美子
- 野見山さと子
- 刑事 - 小森英明
- 岡本忠行
- 銀行員 - 渡辺紀行
- 実吉角盛
- 城戸卓
- 加島潤
- 山吉鴻作
- 篠原靖夫
- 羽生昭彦
- 高崎晃子
- 広瀬美樹

## スタッフ

### スタッフ
※OPクレジットタイトル表記順。
- 原作 - エラリィクイーン 早川書房刊『災厄の町』より
- CALAMITY TOWN by Ellery Queen arranged with Ellery Queen, c/o Scott Meredith Inc., New York through Tuttle-Mori Agency

- 製作 - 野村芳太郎、織田明、田中康義
- 脚本 - 新藤兼人
- 撮影 - 川又昂
- 美術 - 森田郷平
- 音楽 - 芥川也寸志 テーマ E.グリークのアリア・ホルベルク組曲より
- 録音 - 山本忠彦
- 調音 - 松本隆司
- 照明 - 小林松太郎
- 萩市（山口県）
- 編集 - 太田和夫
- スチール - 金田正
- 監督助手 - 大嶺俊順
- 装置 - 横手輝雄
- 装飾 - 磯崎昇
- 衣裳 - 松竹衣装
- スタイリスト - 原由美子
- 現像 - 東洋現像所
- 進行 - 副田稔
- 製作主任 - 吉岡博史
- 協力 - 株式会社早川書房
- 協力 - MAZDA、日本楽器製造株式会社、（株）大協器械製作所、旭光学
- 監督 - 野村芳太郎

## 製作

### 企画
大の推理小説好きの野村芳太郎は、1970年代後半には推理小説を矢継ぎ早に映画化した。『事件』『鬼畜』の後、野村は松本清張の『白い闇』と『鉢植を買う女』と、二年後に『真夜中の招待状』として映画化された遠藤周作の『闇のよぶ声』を企画として考え、シナリオを執筆していたが、上手くいかず。また清張原作の『熱い絹』も製作の予定があり、1978年6月に清張と一緒にニューヨークへ行った際、エラリー・クイーンのフレデリック・ダネイに会い、話も弾み親しみを持った。『熱い絹』は製作中止になり、当時は毎年のように映画が公開されていた野村にとっても1979年に一本も自作が公開されないのは淋しいな、と考えていたところ、『ナイル殺人事件 (1978年の映画)』の日本でのヒットを見て、観客はこういう映画を見たいのだろうと、当時の日本映画はそういう期待に応えていないと考え、同作のような映画を作ろうと考えた。『犬神家の一族 (1976年の映画)』の大ヒット以降、傾向として探偵ものよりおどろおどろしい方に向いていたため、軽やかさがあってドラマチックで、ファッショナブルな匂いのする作品を作りたいと、松竹に相談し、野村と松竹の企画部で作品を探した。それでアガサ・クリスティの『検察側の証人』を『情婦 (映画)』として製作しようとしたが、同作は著作権が曖昧で映画化権が取れず。クイーンなら野村も面識があり、映画化権も取れるだろうとクイーンの作品を全部読んで『災厄の町』が映画化するには一番適しているのではないかという結論に達した。

### 配役・脚本・会見
松竹から野村芳太郎に「キャスティングを派手に」という要請があり、野村が栗原小巻と松坂慶子を先に口説き、二人を中心にキャスティングを行った。野村組には出演を希望する役者が多いため、キャスティングも撮影も順調過ぎてやや力が入りにくかったと野村は話している。松坂主演の『五番町夕霧楼』とともに、女性層を狙った作品として製作された。
新藤兼人の脚本を野村が気に入らず。クランクイン時には半分しか出来ていなかった。野村は「（ノンクレジットの）松原信吾に全部書き直させた」と話している。クランクイン後、4、5日経って脚本が完成。舞台を山口県萩市に替えた理由を野村は「宣伝の関係で思い切って地方にモデル都市を決めた」と話している。
1979年7月14日に製作発表があり、本作のタイトル、監督は野村芳太郎、主要出演者、などの発表が行われた。

### 撮影
室内の撮影は、唐沢家の豪邸の本宅、藤村敏行（片岡孝夫）と唐沢紀子（栗原小巻）が結婚後に住む唐沢家の敷地内の離れ、唐沢光政（佐分利信）が頭取を務める銀行の頭取室、藤村敏行が働くその銀行内、唐沢麗子（小川眞由美）がママを務めるスナックの主に5ヶ所。このうち、藤村敏行が働く銀行内は大きく建物も年季が入っており、これは実際の銀行か古い建物を使っての撮影と見られる。唐沢家の豪邸は玄関前は実景だが、本宅や離れの窓から実景らしきものが一切映らないことから、それ以外の室内シーンは全て松竹大船撮影所のセットと見られる。牛山博士（小沢栄太郎）が最初の方で「よう知っとる」「似とりますなあ」と二言だけ地元言葉を喋るが、後は全シーン標準語。藤村敏行と智子は北海道出身、峰岸検事（渡瀬恒彦）は広島県出身の設定だがこの3人も標準語を話す。
冒頭で1979年8月に運航が開始された観光列車「SLやまぐち号」が映り、後半残り30分で通信社記者の大川美穂子（竹下景子）が萩駅構内の売店で新聞を3紙買うシーンがあり、売店に陳列される週刊誌は当時そのままの物で、新浦寿夫が表紙の『週刊ベースボール』1979年8月6日号や、ピンクレディーが表紙の『週刊プレイボーイ』1979年8月7日号などが映ることから撮影は1979年夏を中心に撮影されたと推察できる。藤村智子がシャワーを浴びるシーンで、松坂慶子はバックショットでのヌードになっている。 

### ロケ地
舞台は山口県萩市だが、作品内容に萩の歴史風土等は関わらず、萩が選ばれた理由は不明。
冒頭のクレジットタイトルは、山口線の「SLやまぐち号」が始発をする小郡駅）にロバート “ボブ”・フジクラ（蟇目良）がD51形に乗り込み、山口駅からバスで萩に向かうシーンをバックに表示される。萩駅やミヨシノ醤油などが映る。萩は萩武家屋敷や松陰神社、萩の繁華街なども映る。その他、山口大学医学部附属病院?（山邦大学医学部付属病院と表記）山口県衛生試験所?（山口県環境保健センター）など。山口県以外では福岡空港、釧路港や釧路市内の釧路川沿いでロケが行われている。

## 宣伝
角川映画の参入以降、各社邦画洋画を通じて宣伝費の高騰に手を焼いており、本作の宣伝費は当初8000万円の予定だったが、重要視されたテレビスポットを打てば1億円余分にかかると聞いた野村は松竹に「テレビスポットをやらずにその分1億円の予算を製作費に欲しい」と直談判。このため本作はテレビスポットを1本も打たず、活字宣伝に重点を置いた。
当初は1979年10月13日の公開が告知されていたが、同年9月23日に松竹から両ピカデリーで公開を一週間早め、1979年10月6日公開にしよう、という案が出て、野村一人反対したが正式に決定した。公開日の10月6日、東京築地東劇ビル18階のレストラン・エスカルゴで記者会見があり、奥山融、野村芳太郎、乙羽信子、神崎愛、片岡孝夫、蟇目良、松坂慶子らと、松竹に招かれて同月3日に来日していたエラリー・クイーンのフレデリック・ダネイが出席した。松竹から「急遽、両ピカデリーでロードショー公開になった」と説明された。高齢のクイーンは妻を伴って来日しており、「この映画を見るために6000マイルを飛んできた。映画は素晴らしい出来で、野村演出に感心した」と話している。クイーンは会見の後、夕方6時からセントラル劇場での特別試写会の挨拶に向かった。
早川書房の「エラリイ・クイーン・フェア」と組んだ宣伝が主であったが、この方面でも盛り上がりはあまりなかった。意図的に試写会も少なくしており、宣伝がどの程度効くか、全く見当がつかない状況であった。

## 興行
映画業界では昔から翻訳物は成功しないといわれていたため、新藤と野村は「そのジンクスを破ってみせる」と意気込んでいた。
出足が悪く松竹営業部は配収は3億円台と予想したが、二週目も初週の98%とほとんどは配収が落ちず。映画興行では珍しいケースだったが、口コミで評判を呼んだと見られヒットした。『映画年鑑 1981年版』には「ロードショウでは好調な成績をおさめ、一般でも順調に稼働した」と書かれている。全国キャンペーンで特別宣伝を実施した地区はヒットしたが、地方ではロケ地に近い広島市ではヒットしたものの、その他の地方では伸び悩んだ。本作の後番組だった『夜叉ヶ池』の成績が悪く、週が進むと全国的に『夜叉ヶ池』と本作の二本立て興行を行う劇場が増えた。結果的には意外な健闘を見せ、八週間上映が続いた。野村は「配収は4億8000万ぐらいいったのではないか」と話している。奥山は野村に「宣伝というか、会社の失敗で儲けられる作品を釣り損なって失敗し、申し訳ない」と謝罪をした。松竹は「初めの興行は弱い割りに底が強い作品」と評価し、松竹から「この手のものをもっと作って下さい」と要請を受けたという。

## 評価

### 興行成績
1979年の松竹の自社製作は12本で、寅さんの2本は別格として、それ以外の自社製作作品の中では『俺たちの交響楽』『日蓮』『闇の狩人』『夜叉ヶ池』などと共に健闘した。野村芳太郎は著書で「作品の新聞批評は悪く、褒める人は少数（周りでも）である。しかし私は逆に、それほど悪くない、と思い始めた。むしろ時間がなく、シナリオの段階で計算の不足分が弱さになって出た作品である」「エラリイ・クイーンをシャレっ気で打ったタッチの軽さが若い人に受けたようで、四：六で女と男の比が出た」などと解説している。

### 批評家評
小林淳は「豪華な配役を採った松竹の大作映画という側面への意識過多であろうか、メロドラマ要素が表に出過ぎてしまった感があるが、事件の謎解きを綴っていくクライマックスの展開はなかなかスリリングであり、鑑賞者を惹きつけてやまない。各俳優も松竹を背負って立つ野村の気概に応えるようと力演を披露した。とりわけ栗原小巻と佐分利信が存在感を見せつける。つまるところは愛憎が引き起こした殺人事件で、男女の深遠かつ不条理な愛と復讐の物語でもある。翻訳ものだからか、その辺りの説得力が弱く、リアリズムにも欠き、どこか冷めている。当時、人気絶頂だった松坂慶子のヌード披露が大きな話題となった。胸を腕で隠して正面を見つめる松坂が作品のイメージ戦略の一端を務めた」などと評した。
寺脇研は「原作ものを、大作仕立てで映画化し、高名な俳優たちを綺羅星のように並び立てて、一見壮麗な作品めかすけれど、その実、真の迫力に乏しい、という昨今の日本映画が陥りがちな落し穴に、野村芳太郎監督と脚本の新藤兼人のコンビも、どうやらはまってしまったようだ」などと評した。

## 受賞
- 第4回報知映画賞助演女優賞（小川眞由美、『復讐するは我にあり』と共に）[12]
- 第3回日本アカデミー賞最優秀助演女優賞（小川眞由美、『復讐するは我にあり』と共に）[13]